# 12143 Harwit
12143 Harwit là một tiểu hành tinh vành đai chính với chu kỳ quỹ đạo là 1298.8257929 ngày (3.56 năm).
Nó được phát hiện ngày 24 tháng 9 năm 1960.